# Вершхлейские
Вершхлейские (пол. Wierzchlejski) — польский дворянский род герба Берштен 2.
Вершхлейские, водворившиеся в Серадском Воеводстве и Велюнской Земле. Из них Иван, Осип, Лаврентий, Николай и Франциск родные братья, в 1724 году, продали наследованные ими от отца Павла, деревни Кршечов и Крашковице. Фелициан же, Ловчий Добржинский, в 1761 году владел селами: Камоцин, Воля Камоцка и Остров в Пётрковском повяте.

## Описание герба
В красном поле, над палисадом, два плуговые золотые колесика. В навершии шлема два орлиные крыла. Герб Берштен 2 (употребляют: Вершхлейские) внесён в Часть 1 Гербовника дворянских родов Царства Польского, стр. 61